# KansRijk
KansRijk is een jaarlijks terugkerend evenement op het gebied van duurzaamheid en innovatie. KansRijk wordt georganiseerd door SenterNovem, een agentschap van het ministerie van Economische zaken, in samenwerking met VROM, LNV en VenW.
Het evenement bestaat sinds 2005 en vindt sinds die tijd plaats in het Nieuwegeins Business Center.

## Doelgroepen
KansRijk richt zich op zowel overheden als op het bedrijfsleven en kennisinstellingen. Het evenement is bedoeld als platform waar organisaties met belangstelling voor nationale en internationale initiatieven op het gebied van duurzaamheid en innovatie kunnen netwerken. Ook krijgen de deelnemers inzicht in de kennis en (subsidie)regelingen van SenterNovem op het gebied van duurzaamheid en innovatie.

## Sprekers
KansRijk kenmerkt zich door toonaangevende sprekers vanuit zowel politiek als bedrijfsleven. In 2005 sprak Laurens Jan Brinkhorst de toenmalige minister van Economische zaken, in 2006 Van Geel, de toenmalige staatssecretaris voor Milieu. In 2007 gingen minister-president Balkenende en Rein Willems, president-directeur van Shell Nederland én voorzitter van de Taskforce Energietransitie met elkaar in debat. Ook waren de ministers Eurlings en Cramer aanwezig.